# World Series of Poker 1986
De World Series of Poker 1986 werd gehouden in de Binion's Horseshoe in Las Vegas van 10 mei t/m 23 mei. Het was de 17de editie van de World Series of Poker, het grootste pokerevenement ter wereld.

## Toernooien
| Event                                            | Winnaar           | Prijs    | Tweede           |
| ------------------------------------------------ | ----------------- | -------- | ---------------- |
| $1.000 Limit Omaha                               | Jim Allen         | $48.400  | Jack Keller      |
| $2.500 Pot Limit Omaha                           | David Baxter      | $127.000 | Eddie Schwettman |
| $1.500 No Limit Hold'em                          | Hamid Dastmalchi  | $165.000 | Hans Lund        |
| $500 Ladies' Seven Card Stud                     | Barbara Enright   | $16.400  | Betty Carey      |
| $5.000 Deuce to Seven Draw                       | Ron Graham        | $142.000 | Aubrey Day       |
| $1.500 Limit Hold'em                             | Jay Heimowitz     | $175.800 | Frank Henderson  |
| $1.000 Seven Card Razz                           | Tom McEvoy        | $52.400  | Alma McClelland  |
| $1.000 Ace to Five Draw                          | J. B. Randall     | $69.200  | Onbekend         |
| $1.000 Seven Card Split                          | Tommy Fischer     | $73.600  | Onbekend         |
| $5.000 No Limit Ace to 5 Draw met Joker (rebuys) | Mike Cox          | $118.000 | Jack Keller      |
| $1.500 Seven Card stud                           | Sam Mastrogiannis | $80.000  | Rick Greider     |

## Main Event
Het Main Event was het grootste toernooi van de WSOP van 1986. Het is een 10.000 dollar No-Limit Texas Hold'em toernooi. De winnaar van dit toernooi wordt gezien als de officieuze wereldkampioen poker. Er deden in totaal 141 spelers mee.

### Finaletafel
| Positie | Naam           | Prijs    |
| ------- | -------------- | -------- |
| 1       | Berry Johnston | $570.000 |
| 2       | Mike Hart      | $228.000 |
| 3       | Gary Berland   | $114.000 |
| 4       | Jesse Alto     | $62.700  |
| 5       | Bill Smith     | $51.300  |
| 6       | Roger Moore    | $39.900  |

### Andere hoge posities
| Positie | Naam        | Prijs   |
| ------- | ----------- | ------- |
| 10      | Dewey Tomko | $12.500 |
| 11      | Jim Bechtel | $12.500 |